# Mysmenella jobi
Mysmenella jobi este o specie rară de păianjeni din familia Mysmenidae. Corpul femelei are o lungime de cca 1 mm, iar mascului - 0,8 mm. Prosoma este colorată în nunațe de brun închis, opistosoma - gri-maronie cu fâșii mai deschise. Prosoma formează o proeminență dorsală pe care sunt situați ochii. Mysmenella jobi este răspândită în Europa Centrală, în România a fost semnalată în județul Sibiu, lângă Șeica Mare, și în județul Giurgiu, satul Comana.